# گورنو تسروین
گورنو تسروین (به لاتین: Gorno Tserovene) یک منطقهٔ مسکونی در بلغارستان است که در شهرستان مونتانا واقع شده‌است. گورنو تسروین ۲۳٬۰۳۴ کیلومتر مربع مساحت و ۴۷۵ نفر جمعیت دارد.